# Catherine Murphy (atleta)
Catherine Murphy (Gales, 21 de septiembre de 1975) es una exatleta británica especializada en la prueba de 4x400 m, en la que consiguió ser medallista de bronce europea en pista cubierta en 2005.
Terminó cuarta en el relevo de 4 × 400 metros en los Juegos Olímpicos de Atenas 2004, cuarta en los 400 metros en el Campeonato Mundial en Pista Cubierta de 2003, ganando una medalla de bronce en el relevo de 4 × 400 metros en el Campeonato Europeo en Pista Cubierta de 2005 . 